# Сашин, Ян Александрович
Ян Сашин (настоящее имя — Яков Александрович Левин; 29 октября 1911, Пермь — 26 ноября 1954, Москва) — русский советский поэт и писатель
-сатирик
, журналист, переводчик.

## Биография
Родился в Перми. Окончил Литературный институт (1938). С 1934 года публиковал статьи и рецензии в периодической печати, эстрадные и цирковые репризы, комедийные миниатюры; регулярно публиковался в журнале «Крокодил», писал стихи для детей.
В годы Великой Отечественной войны (с июля 1941 года до июля 1945 года) был корреспондентом фронтовой газеты «Красная звезда» и флотской газеты «Красный черноморец», майор административной службы. 
К. М. Симонов не раз бывавший в командировках на Черноморском флоте в августе 1941 писал: "Выкупавшись, пошли в редакцию «Красного черноморца». Там оказалось много знакомого народу. Павел Панченко, Гайдовский, Лева Длигач — толстый, веселый; полосатая тельняшка, заправленная в широченные клеши, болтающийся сзади наган делали из него настоящего боцмана. Здесь же был и Ян Сашин."
Заведовал литературной частью Московского театра драмы и комедии на Таганке (1945), затем — сотрудник журнала «Новый мир».
Автор сборников стихотворений «Вечера на полубаке» (1942), «По врагу» (1943), «Постовой» (1945), «Штрафной удар» (1948), «Вашингтонские туристы» (1953), сборника пародий, эпиграмм и фельетонов «Литературный комплекс» (1957). Перевёл на русский язык произведения Д. И. Гулиа, Кондрата Крапивы, С. И. Олейника. С Исидором Штоком написал либретто оперетты «Парижская жизнь» (1948), с Михаилом Эделем комедии «Тётка Анфиса» (1951) и «Сплетня» (1954). Стихотворение «Шляпный магазин» (1942) вошло в ряд антологий.
Публиковал пародии в «Новом мире», «Литературной газете», «Крокодиле». По одной из версий — автор мелодии песни «Сиреневый туман» (1936), на слова Михаила Матусовского, мелодии и слов песни «Шофёрша» (1938). Автор слов «Строевой» песни («Зашумел в густой осоке свежий ветер у реки, на заре в поход далёкий наши двинулись полки…»), песен «Карнавальная флотская», «Фотограф в зоопарке» и «Прощайте» на музыку Евгения Жарковского, песен «Краснофлотская» на музыку Льва Шварца, «Молодые партизаны» на музыку Фёдора Маслова.
Похоронен на 5 участке Введенского кладбища в Москве.

## Награды
Награждён орденами Отечественной войны II степени (1944) и Красной Звезды (1945), медалями «За оборону Одессы» (1943), «За оборону Севастополя» (1945), «За оборону Кавказа» (1945), «За победу над Германией в Великой Отечественной войне 1941—1945 гг.» (1945).

## Книги
- По врагу (сатирические стихи). Челябинск: Челябгиз, 1943.
- Постовой. М.: Правда, 1945.
- Штрафной удар (пародии и фельетоны). М.: Правда, 1948.
- Вашингтонские туристы. Иллюстрации Бориса Ефимова. М.: Правда, 1953.
- Литературный комплекс (пародии, эпиграммы, фельетоны). М.: Советский писатель, 1957.